# Rebecca Downie
Rebecca "Becky" Downie (24 januari 1992) is een Britse artistieke turnster die deelnam aan de Olympische Zomerspelen van 2008 en 2016. Ze is een tweevoudig Europees kampioen (2014 en 2016) en 2014 Commonwealth Games kampioen op de brug. Ze behaalde ook zilver op dit toestel op het Wereldkampioenschap in 2019.
Haar jongere zus, Ellie Downie, is ook een Olympisch turnster.

## Loopbaan

### Junior
Downie vertegenwoordigde Engeland op de Commonwealth Games 2006 in Melbourne. Ze droeg met een score van 54,100 bij aan de tweede plaats van het Engelse team en werd achtste in de meerkampfinale met een score van 53,700. In de toestelfinales werd ze vijfde op brug met een score van 14,000 en derde op balkmet een score van 14,075.

### Senior

#### 2008 - 2013
2008
Tijdens de Europese Kampioenschappen in Clermont-Ferrand begin april, droeg Downie bij met scores van 14.750 op sprong, 15.375 op brug en 14.850 op balk voor de zesde plaats van de Britse ploeg. In de finale werd ze achtste op sprong (13,500) en brug(14,700). Later in april won ze een zilveren medaille op rekstok tijdens de Artistic Gymnastics World Cup in Cottbus, met een score van 14,975.
In juni deed Downie mee aan de Britse kampioenschappen in Guildford, waar ze de meerkamp won (59,650) en de titel brug(15,200) en vierde werd op balk(14,500). Daarna werd ze genoemd in het Britse team voor de Olympische Zomerspelen van 2008 in Peking.
Op de Olympische Spelen in augustus droeg Downie met een meerkampscore van 58,075 bij aan de negende plaats van het Britse team. In de individuele meerkampfinale scoorde ze 59,450 voor de twaalfde plaats.
2009
In maart werd Downie vierde bij de American Cup in Chicago met een score van 55,600. De maand daarop nam ze deel aan de Europese kampioenschappen 2009 in Milaan, waar ze elfde werd in de meerkampfinale (55,075) en zesde op sprong (14,025) en brug (14,525).
Bij de wereldbekerwedstrijd in Glasgow in mei werd ze zesde op sprong (12,925), tweede op brug (14,600) en vijfde op balk(13,300).
In maart won ze de meerkamp op de Britse kampioenschappen in Liverpool met een score van 56,100. In de finales werd ze tweede op sprong met een score van 13,250; eerste op brug met een score van 13,850; eerste op balk met een score van 14,900; en eerste op vloer met een score van 13,750.
In oktober 2009 nam Downie deel aan de Wereldkampioenschappen in Londen. Ze werd zestiende in de meerkampfinale met een score van 53,775.
2010
In april werd Downie tiende op brug (13,300) en negende op balk(13,875) tijdens de wereldbekerwedstrijd in Parijs. In mei, tijdens de Europese kampioenschappen  in Birmingham, droeg ze met scores van 14,075 op sprong, 14,350 op brug en 14,100 op balkbij aan de tweede plaats van het Britse team, en werd vijfde in de balkfinale met een score van 14,625.
Op de Wereldkampioenschappen in Rotterdam in oktober, droeg ze met een sprongscore van 14,733 bij aan de zevende plaats van het Britse team.
2011
Downie blesseerde haar achillespees in januari en zou de rest van het jaar niet meer in competitie zijn. Ze was echter in staat om binnen negen maanden terug te keren. 
In oktober deed ze mee aan de wereldkampioenschappen in Tokio en droeg ze met een score van 14,433 op brug bij aan de vijfde plaats van de Britse ploeg.
2012
Begin juni nam Downie deel aan een internationale vriendschappelijke wedstrijd in Ipswich met turnsters uit Finland en Spanje, die tevens diende als de tweede Olympische proef van Groot-Brittannië. Ze werd vierde op sprong met een score van 14,100 en vierde op balk met een score van 13,450.
De Britse kampioenschappen in Liverpool eind juni waren de derde en laatste proef om het Britse team voor de Olympische Zomerspelen in Londen te bepalen. Downie deed niet mee op vloer, maar scoorde 14,550 op sprong, 14,25 op brug en 13,100 op balk. In de finale werd ze zesde op brug met een score van 13,350 en tweede op balkmet een score van 13,850. Ze haalde de Olympische ploeg niet, maar werd wel als reserve geplaatst.
2013
Op de Europese kampioenschappen 2013 kwalificeerde Downie zich als tweede voor de finale brug met een score van 14,733, achter Olympisch kampioen brug Aliya Mustafina. Door een val in de finale eindigde ze echter op de zevende plaats met een score van 13,000.

#### 2014 - 2019
2014
Downie maakte deel uit van het Britse team dat op de Europese kampioenschappen  een zilveren medaille won, nadat ze zich als eerste voor de teamfinale had gekwalificeerd. Individueel won ze de titel brug - de tweede Britse vrouw die dat deed na Beth Tweddle - en eindigde als vierde in de finale van de balk.
In juli won ze goud met het Engelse team op de Gemenebestspelen in Glasgow, samen met teamgenoten Claudia Fragapane, Ruby Harrold, Kelly Simm, en Hannah Whelan. Ze won ook de brug finale met een score van 14.666; Harrold werd derde. Ze viel echter twee keer in de balkfinale en kon haar routine niet afmaken, wat resulteerde in een score van 9,833.
Op de Wereldkampioenschappen in Nanning presteerde Downie goed op balk en balk om Groot-Brittannië te helpen zich als vierde te kwalificeren voor de teamfinale: de hoogste kwalificatieplaats ooit voor een Brits vrouwenteam op een Wereldkampioenschap. Ze kwalificeerde zich ook voor de balkfinale op de zesde plaats met een score van 15,166, en eindigde in de finale als vijfde met dezelfde score
2015
Op de Europese kampioenschappen won Downie zilveren medailles op de brug en balk. Later in het jaar hielp ze Groot-Brittannië aan zijn allereerste WK-medaille voor teams in turnen voor vrouwen, een bronzen medaille op de wereldkampioenschappen  in Glasgow.
2016
Downie werd benoemd tot het Britse team voor de Olympische Zomerspelen in Rio de Janeiro - haar tweede Olympische Spelen - samen met haar jongere zus Ellie Downie, Claudia Fragapane, Ruby Harrold, en Amy Tinkler. Ze begon de wedstrijd als een kanshebber op brug, maar werd 10e in een vol veld in de kwalificaties en kwalificeerde zich niet voor de finale. De Britse ploeg eindigde echter als vijfde, het beste Olympische resultaat van Groot-Brittannië in turnen voor vrouwen sinds 1928.
2017
Downie deed mee op brug en balk tijdens de Europese kampioenschappen in Cluj-Napoca. Ze kwalificeerde zich voor de balkfinale op de vierde plaats met een score van 14,433, maar in de finale plaatste ze zich als zevende met een score van 13,000 nadat ze bij een afzetbeweging was gevallen en haar elleboog had geblesseerd. Ze trok zich terug uit de balkfinale de volgende dag vanwege de blessure.
2018
Op 6 juli werd Downie opgenomen in het team voor de Europese Kampioenschappen naast Alice Kinsella, Georgia-Mae Fenton, Kelly Simm en Lucy Stanhope. Op 7-8 juli keerde Downie terug naar de competitie en deed mee aan de Heerenveen Friendly waar ze eerste werd op brug en Groot-Brittannië derde werd in de teamfinale. Downie trok zich terug van de Europese Kampioenschappen nadat ze tijdens de podiumtraining een enkelblessure had opgelopen.
Op 27 september werd Downie opgenomen in het team voor de Wereldkampioenschappen in Doha, Qatar samen met Alice Kinsella, Ellie Downie, Georgia-Mae Fenton, en Kelly Simm.
2019
In mei werd Downie opgenomen in het team voor de Europese Spelen naast Georgia-Mae Fenton. Ze won zilver op brug achter Angelina Melnikova uit Rusland.
In september werd Downie benoemd tot het team om deel te nemen aan de Wereldkampioenschappen in Stuttgart naast Alice Kinsella, Ellie Downie, Taeja James, en Georgia-Mae Fenton. Tijdens de kwalificaties hielp Downie Groot-Brittannië aan een zevende plaats, waarmee ze een plek in de teamfinale verdiende en een team voor Groot-Brittannië kwalificeerde voor de Olympische Spelen van 2020 in Tokio. Individueel kwalificeerde Downie zich voor de finale brug. Tijdens de teamfinale droeg ze met scores op brug en balk bij aan de zesde plaats van Groot-Brittannië. In de finale brug turnde Downie een foutloze oefening, behaalde een score van 15.000 en won de zilveren medaille achter regerend wereldkampioene brug Nina Derwael uit . Dit was Downie's eerste individuele medaille op de Wereldkampioenschappen. Eerder op de dag won Downie's zus Ellie haar eerste individuele WK-medaille, een bronzen medaille op sprong.

#### 2021
2021
Op 6 mei, de avond voor de laatste Olympische proef zou beginnen, overleed Downie's broer Joshua plotseling tijdens een cricketwedstrijd op 24-jarige leeftijd. Downie nam dat weekend niet deel aan de wedstrijd en op 13 mei kondigde British Gymnastics aan dat ze de selectieprocedure zou uitstellen om haar een eerlijke kans te geven om in de ploeg te komen. Downie werd later echter controversieel weggelaten uit de Britse Olympische ploeg. Downie, die samen met haar zus Ellie tot de atleten behoorde die zich in 2020 uitspraken tegen de misbruikcultuur in British Gymnastics.
In september werd Downie geselecteerd om deel te nemen aan de wereldkampioenschappen van 2021.